# Tongyeong
Tongyeong (통영시?, 統營市?, Tongyeong-siLR), è una città della provincia sudcoreana del Sud Gyeongsang.